# تپه گرد مم
تپه گرد مم مربوط به دوران پیش از تاریخ ایران باستان است و در شهرستان پیرانشهر، بخش مرکزی، روستای قلعه تراش واقع شده و این اثر در تاریخ ۱۷ اسفند ۱۳۸۱ با شمارهٔ ثبت ۷۷۴۵ به‌عنوان یکی از آثار ملی ایران به ثبت رسیده است.